# Peli incarniti

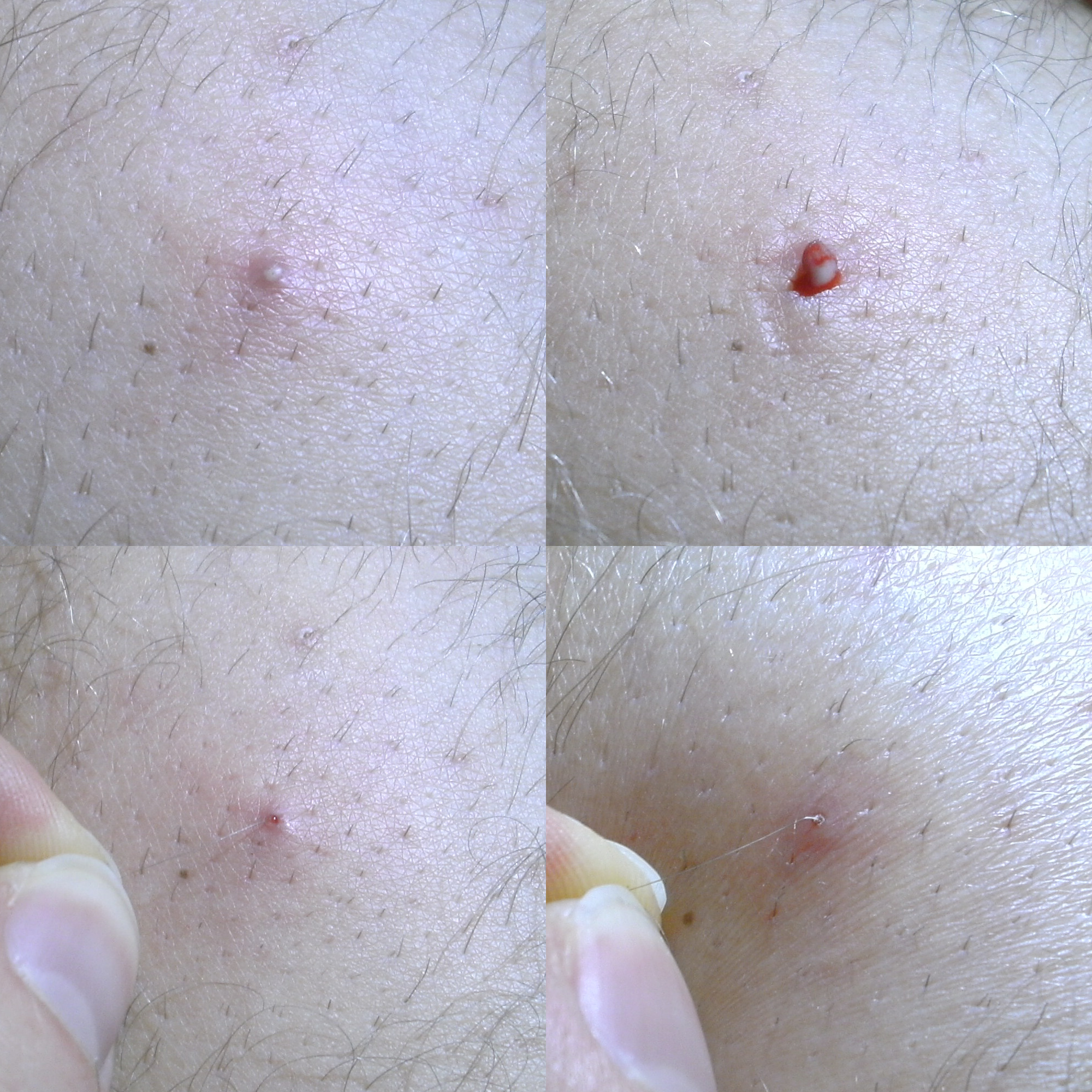
Estrazione di un pelo incarnito

I peli incarniti sono un'alterazione tra le più comuni del sistema pilifero, che si manifesta quando un capello si arriccia o cresce lateralmente nella pelle. È tipico delle persone con capelli ruvidi o ricci, come quelle di carnagione scura. Quando si manifesta insieme ad una infezione del follicolo pilifero si ha una follicolite.
Il pelo inspessito cresce sdraiato sulla superficie della pelle bucandola e rientrando all'interno di essa, oppure incapace di fuoriuscire dall'epidermide in fase di crescita continua a svilupparsi sottopelle.
I peli incarniti appaiono più comunemente nelle aree in cui la pelle è rasata o cerata (barba, gambe, regione pubica) ma possono apparire ovunque.

## Cause
Tra le cause, tutto ciò che provoca la rottura dei capelli in modo non uniforme lasciando il pelo/capello con una punta affilata che può causare la creazione dei peli incarniti. Ciò accade nei capelli ricci quando tagliati troppo corti; infatti i capelli che ricrescono hanno un bordo più affilato, quindi possono più facilmente penetrare attraverso la pelle e rimanere intrappolati sotto la superficie. Ciò, se presente in modo massiccio, può determinare la condizione definita Pseudofolliculitis barbae condizione preoccupante spesso presente dopo la rasatura in persone di carnagione scura.
I peli incarniti sono anche causati dalla mancanza di esfoliazione naturale nella pelle.
La terapia antiretrovirale, in particolare l'indinavir, può predisporre alla formazione di peli incarniti.

## Complicanze

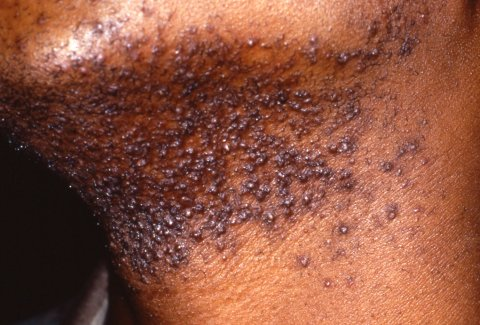
La pseudofollicolite barbae (PFB) è un'irritazione persistente causata dalla rasatura.

Si possono osservare tre sviluppi dell'alterazione: in una prima fase il pelo è sottopelle ricoperto da uno strato di cheratina, nella seconda fase si presenta un'infiammazione con comparsa di papule e infine peggiorando si verificherà un'infiammazione da stafilococco che svilupperà la comparsa di pustole.
Tra le cause la scorretta avulsione del pelo durante l'epilazione o depilazione, continui sfregamenti nella zona da parte della biancheria intima, predisposizione genetica.

## Trattamento
Esistono molte opzioni diverse per i peli incarniti:
1. Possono essere rimossi con una pinzetta (anche se questo può essere doloroso) o rimossi con un dispositivo medico rotante per i peli incarniti.
2. Alcune persone che hanno i peli incarniti cronicamente usano il trattamento laser o l'elettrolisi per prevenire completamente la crescita dei capelli.[7]
3. Esistono diversi prodotti che prevengono o curano i peli incarniti. Alcuni sono a base di alcol, mentre altri sono senza alcol. Per alcuni, l'alcol può causare irritazione alla pelle e quindi possono essere preferiti prodotti senza alcol.[8]
4. I trattamenti profilattici comprendono l'applicazione topica due volte al giorno di acido glicolico diluito.[9][10]
5. L'applicazione due volte al giorno di perossido di benzoile per diversi giorni o settimane è efficace nel trattamento dei peli incarniti.[11]
6. L'applicazione di una soluzione di acido salicilico è anche un rimedio comune per i peli incarniti causati dalla depilazione o dalla rasatura.[10][12]
7. Usa un guanto esfoliante sotto la doccia per esfoliare la zona ogni giorno.

Altri trattamenti includono l'applicazione di un panno caldo sui peli incarniti, la rasatura in una direzione diversa, l'esfoliazione con scrub per il viso, spazzole, spugne, asciugamani.
Le pomate o creme a base di ibuprofene o altri farmaci antinfiammatori non steroidei (FANS) sono spesso usati per lenire gli aspetti infiammatori.